# Biggleswade Town FC
Biggleswade Town FC (celým názvem: Biggleswade Town Football Club) je anglický fotbalový klub, který sídlí ve městě Biggleswade v nemetropolitním hrabství Bedfordshire. Založen byl v roce 1874. Od sezóny 2018/19 hraje v Southern Football League Premier Division Central (7. nejvyšší soutěž). Klubové barvy zelená a bílá.
Své domácí zápasy odehrává na stadionu Langford Road s kapacitou 3 000 diváků.

## Získané trofeje
- Bedfordshire Senior Cup ( 8× )
  - 1902/03, 1907/08, 1946/47, 1950/51, 1961/62, 1962/63, 1966/67, 1973/74

## Úspěchy v domácích pohárech
Zdroj: 
- FA Cup
  - 1. kolo: 2013/14
- FA Trophy
  - 2. předkolo: 1974/75, 2014/15, 2016/17
- FA Vase
  - Čtvrtfinále: 2008/09

## Umístění v jednotlivých sezonách
Stručný přehled
Zdroj: 
- 1951–1955: United Counties League (Division One)
- 1955–1963: Eastern Counties League
- 1963–1972: United Counties League (Division One)
- 1972–1976: United Counties League (Premier Division)
- 1976–1980: United Counties League (Division One)
- 1980–1983: South Midlands League (Premier Division)
- 1983–1987: South Midlands League (Division One)
- 1987–1997: South Midlands League (Premier Division)
- 1997–1998: Spartan South Midlands League (Premier Division North)
- 1998–1999: Spartan South Midlands League (Senior Division)
- 1999–2009: Spartan South Midlands League (Premier Division)
- 2009–2010: Southern Football League (Division One Midlands)
- 2010–2013: Southern Football League (Division One Central)
- 2013–2018: Southern Football League (Premier Division)
- 2018–2022: Southern Football League (Premier Division Central)

Jednotlivé ročníky
Zdroj: 
Legenda: Z - zápasy, V - výhry, R - remízy, P - porážky, VG - vstřelené góly, OG - obdržené góly, +/- - rozdíl skóre, B - body, červené podbarvení - sestup, zelené podbarvení - postup, fialové podbarvení - reorganizace, změna skupiny či soutěže
| Sezóny  | Liga                                                | Úroveň | Z  | V  | R  | P  | VG | OG | +/- | B  | Pozice |
| ------- | --------------------------------------------------- | ------ | -- | -- | -- | -- | -- | -- | --- | -- | ------ |
| 2009/10 | Southern Football League (Division One Midlands)    | 8      | 42 | 14 | 13 | 15 | 56 | 63 | -7  | 55 | 12.    |
| 2010/11 | Southern Football League (Division One Central)     | 8      | 42 | 24 | 9  | 9  | 89 | 51 | +38 | 81 | 4.     |
| 2011/12 | Southern Football League (Division One Central)     | 8      | 42 | 19 | 7  | 16 | 75 | 54 | +21 | 64 | 8.     |
| 2012/13 | Southern Football League (Division One Central)     | 8      | 42 | 26 | 7  | 9  | 97 | 50 | +47 | 85 | 4.     |
| 2013/14 | Southern Football League (Premier Division)         | 7      | 44 | 16 | 16 | 12 | 85 | 61 | +24 | 64 | 9.     |
| 2014/15 | Southern Football League (Premier Division)         | 7      | 44 | 11 | 12 | 21 | 57 | 75 | -18 | 45 | 19.    |
| 2015/16 | Southern Football League (Premier Division)         | 7      | 46 | 17 | 9  | 20 | 76 | 82 | -6  | 60 | 14.    |
| 2016/17 | Southern Football League (Premier Division)         | 7      | 46 | 21 | 11 | 14 | 85 | 59 | +26 | 74 | 7.     |
| 2017/18 | Southern Football League (Premier Division)         | 7      | 46 | 14 | 11 | 21 | 52 | 63 | -11 | 53 | 16.    |
| 2018/19 | Southern Football League (Premier Division Central) | 7      | 42 | 18 | 12 | 12 | 67 | 54 | +13 | 66 | 7.     |
| 2019/20 | Southern Football League (Premier Division Central) | 7      | 30 | 13 | 4  | 13 | 45 | 46 | -1  | 43 | 15.    |
| 2020/21 | Southern Football League (Premier Division Central) | 7      | 8  | 2  | 2  | 4  | 13 | 17 | -4  | 8  | 16.    |
| 2021/22 | Southern Football League (Premier Division Central) | 7      | 40 | 7  | 13 | 20 | 47 | 64 | -17 | 34 | 20.    |